# Mercer Lake (Antarktika)
Der Mercer Lake in der Antarktis ist ein subglazialer See etwa 1.000 m unter dem Whillans-Gletscher im westantarktischen Marie-Byrd-Land. Er ist also ein See unter dem „antarktischen Eispanzer“ der polaren Eiskappe des Südpols. Die Namensgebung erfolgte wohl analog der Mercer Ridge.

## Forschungsgeschichte

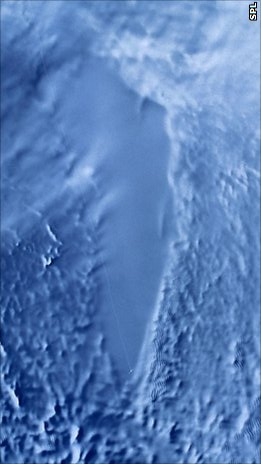
Radaraufnahme (RADARSAT-1) des subglazialen Wostoksees aus dem All: Das Eis über dem See besitzt eine glatte Oberfläche

Der 1996 anhand von Satellitenaufnahmen unter 3.600 Meter dickem Eis in der Gegend als erster entdeckte Wostoksee in der Nähe der russischen Station Wostok ist bislang der größte dieser antarktischen subglazialen Seen, von denen über 400 vermutet werden.
2013 wurde erstmals einer von ihnen erbohrt: Im Lake Whillans fand man Mikroorganismen.
Am 30. Dezember 2018 fand man bei einer der ersten Eisbohrungen am Whillans-Gletscher auf der Suche nach fossilen Überresten von Kieselalgen eher zufällig mit einer Temperaturmesssonde geborgenem Sedimentschlamm die Überreste eines „gealterten, fleckigen und dunklen“ Chitin-Panzers wie von einem winzigen Krebstier. Im danach gezogenen ersten Bohrkern wurden weitere „wirklich schöne Krebstierpanzer“ gefunden: „Sie waren winzig, manche so klein wie Mohnsamen. Und sie waren bernsteinfarben, sahen frisch und knackig aus“; teils waren sogar feine Sinneshaare auf den Panzern erkennbar, was die Idee hier erst kürzlich vergangenen, bislang nicht vermuteten Lebens auslöste. Es wurden fünf und acht verschiedene Typen von Krebstieren analysiert, was zeigte, dass in dem See tief unter dem Eispanzer genügend Sauerstoff für tierisches Leben vorhanden sein musste.
Mittlerweile (April 2020) wurde der Mercer Lake umfangreicher beprobt, dabei fand man ein überraschend komplexes Ökosystem. Vor zuletzt wohl mindestens zwei Millionen Jahren war der Meeresspiegel hier so hoch, dass das Wasser bis in diese Region reichte.

## Eigenschaften
Der hiesige Mercer Lake ist etwa so groß wie der Comer See. Dabei hat er lt. Satellitenmessungen eine Tiefe von etwa 15 m, sein Wasser hat eine Temperatur von ca. 0,7 ° Celsius, es herrscht Nährstoffmangel. Darüber hinaus ist der See „hydraulisch aktiv“, d. h., er leert und füllt sich in einem 10-Jahres-Rhythmus, dabei entleert er sich über eine Art subglaziales Flusssystem in den Ozean und füllt sich vermutlich aus wiederum weiteren, oberhalb liegenden subglazialen Schmelzwasserseen neu. Aus dem Seeboden steigen geringe Mengen Methan, vermutlich teils aus der Zersetzung organischen Materials aus alten Meeressedimenten ins Seewasser auf, im Wasser wiederum leben Bakterien, die sich von Methan ernähren. Es leben hier ca. 10.000 Bakterienzellen pro Milliliter, sehr kleine und etwa zehn Mal weniger als in Proben aus dem ca. 50 km entfernten Lake Whillans.
Ein Großteil der biologischen Aktivität wird von chemotrophen Organismen erzeugt: Anders als Pflanzen nutzen sie nicht Licht und Kohlendioxid, um organische Materie zu produzieren und zu wachsen, sondern chemische Energie aus Gesteinen, Mineralien und CO2, damit ähnelt das Ökosystem dem von heißen Methanquellen, den Black Smokers in der Tiefsee.